# Laboratoire d'études spatiales et d'instrumentation en astrophysique
Vous pouvez aider à l'améliorer ou bien discuter des problèmes sur sa page de discussion.
- Il ne cite pas suffisamment ses sources. Vous pouvez indiquer les passages à sourcer avec {{référence nécessaire}} ou {{Référence souhaitée}}, et inclure les références utiles en les liant aux notes de bas de page. (Marqué depuis décembre 2021)
- Il contient une ou plusieurs listes. Le texte gagnerait à être rédigé sous la forme d’un ou plusieurs paragraphes synthétiques, afin d’être plus agréable à lire. (Marqué depuis décembre 2021)
- Il est à actualiser. Certains passages sont obsolètes ou annoncent des événements désormais passés. (Marqué depuis mars 2025)

- Archive Wikiwix
- Bing
- Cairn
- DuckDuckGo
- E. Universalis
- Gallica
- Google
- G. Books
- G. News
- G. Scholar
- Persée
- Qwant
- (zh) Baidu
- (ru) Yandex
- (wd) trouver des œuvres sur Wikidata

Le Laboratoire d’études spatiales et d’instrumentation en astrophysique ou LESIA, était un laboratoire de recherche français en astrophysique situé à Meudon près de Paris. Le LESIA était l’un des cinq départements scientifiques de l’Observatoire de Paris, établissement-composante de l'Université PSL.
Il était également un laboratoire du CNRS (unité mixte de recherche UMR-8109) avec aussi comme tutelles Sorbonne Université et l'Université de Paris.
Créé en 2002 après la fusion de plusieurs laboratoires de l'Observatoire de Paris, le LESIA était lun des plus grands centres de recherche français dans le domaine de l'astrophysique. Les équipes du laboratoire participent depuis plus de 50 ans à la réalisation partielle ou totale d'un nombre important d'instruments aussi bien au sol que dans l'espace.
Le LESIA fût dissolut le 31 décembre 2024 et a été remplacé par le LIRA au 1er janvier 2025.

## Histoire
Le LESIA est l’héritier d’une longue histoire qui débuta en 1963, lors de la création du Service de Radioastronomie Spatiale, fondé en 1963 par Jean-Louis Steinberg, et qui fut à l’origine de la collaboration du laboratoire avec le Centre National d’Études Spatiales (CNES). Les premiers vols de fusées (Rubis) permirent dès 1965 et 1967 des mesures du rayonnement radio de l’Univers aux basses fréquences inaccessibles au sol. Cette filière de développement des instruments radio‐récepteurs se poursuit jusqu’à nos jours, avec les récepteurs embarqués sur la mission Solar Orbiter.
Après la réorganisation de l’Observatoire de Paris en 1971, le nouveau Département Spatial (DESPA), désormais installé dans son nouveau bâtiment à Meudon, a poursuivi ses activités spatiales, dans le domaine radio toujours, mais aussi en infrarouge et en planétologie en collaborant avec le groupe infrarouge spatial fondé en 1966 par James Lequeux et Pierre Léna, puis le Groupe Planètes fondé en 1969 par Michel Combes et Daniel Gautier.
L'optique adaptative fut entre autres développée à partir de 1986 au DESPA grâce à l'implication de Pierre Léna. Ce développement au sein d'un consortium regroupant l'ONERA et l'ESO permettra de produire le prototype COME-ON installé sur le télescope de 1,50 m de l'Observatoire de Haute-Provence puis d'une version améliorée sur le 3,60 m de l'Observatoire de La Silla. La réussite est frappante et l'optique adaptative est de nos jours utilisée dans tous les observatoires, d'Hawai à La Palma en passant par Paranal. La recherche technologique autour de l'optique adaptative est toujours une des spécialités du LESIA, qui est impliqué aujourd'hui dans la réalisation de celle de l'ELT.
L'héritage spatial reste essentiel avec la réalisation de la caméra ISOCAM du télescope spatial ISO, des instruments de mesure du plasma solaire WAVES sur WIND puis STEREO et URAP sur Ulysses, RPI sur IMAGE, ou encore de RPWS et DISR sur la sonde Cassini-Huygens.
L’année 2002 vit une nouvelle réorganisation des départements de l’Observatoire et la création du Laboratoire d’études spatiales et d’instrumentation en astrophysique (LESIA) qui rassembla, outre les activités de radioastronomie, planétologie et astronomie infrarouge du DESPA, les activités cométaires (ARPEGES) et solaires (DASOP).
À la suite de la réorganisation des départements de l'Observatoire de Paris, le LESIA n'existe plus et ces équipes ont intégré un nouveau laboratoire, le LIRA (Laboratoire d’Instrumentation et de Recherche en Astrophysique). 

## Domaines de recherche
Le LESIA intervient dans trois grands domaines :
- la conception et la réalisation d’instrumentation scientifique spatiale et sol ;
- l’exploitation et l’interprétation scientifique des observations des instruments réalisés ;
- le développement de techniques avancées mises en œuvre dans des instruments au sol ainsi que des instruments spatiaux.

Les activités de recherche du LESIA se déclinent sur quinze grandes thématiques :
- Exoplanètes et origine des systèmes planétaires
- Perturbations héliosphériques et météorologie de l’espace
- Astéroïdes, comètes et objets transneptuniens
- Atmosphères et surfaces planétaires
- Formation et structuration des champs magnétiques solaires
- Phénomènes éruptifs et accélération de particules
- Sismologie pour l’étude des intérieurs stellaires et leur modélisation
- Magnétisme et étoiles massives
- Vent solaire et milieu interplanétaire, plasmas hors de l’héliosphère
- Magnétosphères terrestre et planétaires
- Activité au cœur des galaxies
- Imagerie à très haute dynamique
- Interférométrie optique
- Optique adaptative
- Applications biomédicales

## Activités instrumentales

### Filières techniques
Les activités instrumentales du LESIA se déclinent sur douze filières techniques :
- Analyseurs d’ondes plasmas
- Informatique instrumentale
- Détecteurs et électroniques de proximité
- Haute dynamique
- Photométrie
- Polarimètre et magnétomètre stellaires
- Informatique scientifique
- Interférométrie
- Nanosatellites
- Optique adaptative
- Spectrométrie
- Simulations numériques en astrophysique

### Quelques exemples d'instruments
Le LESIA a participé ou initié la création de nombreux instruments, au sol ou embarqués dans différentes missions, parmi lesquels :

#### Instruments au sol
- NAOS, un système d'optique adaptative installé sur le Very Large Telescope (VLT) au Chili
- OEIL, une méthode d'optique adaptative pour l'analyse oculaire, actuellement en exploitation au Centre Hospitalier National d’Ophtalmologie des Quinze-Vingts
- GRAVITY, un instrument interférométrique de 2e génération du VLTI
- SPHERE, un spectro-polarimètre couplant l'optique adaptative et la coronographie VLT

#### Instruments embarqués
- CoRoT, un satellite d'études de sismologie stellaire et de détection de planètes extrasolaires
- L'instrument OMEGA, embarqué sur Mars Express, un spectromètre pour l'analyse de l'atmosphère et de la surface martienne
- Les instruments RPWS, CIRS et VIMS sur la sonde Cassini
- L'instrument VIRTIS-H sur la sonde Rosetta
- PicSat, un nanosatellite destiné à l'observation de transit exoplanétaire
- L'instrument SORBET sur l'orbiteur MMO (Mercury Magnetospheric Orbiter) de la mission spatiale BepiColombo
- SuperCam, un analyseur de composants embarqué sur le rover Mars 2020
- L'instrument VIHI, spectro-imageur visible et infrarouge de l’ensemble instrumental SIMBIO-SYS, embarqué sur l'orbiteur MPO (Mercury Planetary Orbiter) de la mission BepiColombo
- L'instrument RPW sur la sonde Solar Orbiter